# Michel Niaussat
Michel Niaussat est un prêtre, moine cistercien et écrivain français, né le 4 avril 1942 à Jonzac (Charente-Maritime) et mort le 11 octobre 2018 à Saint-Jean-d'Assé (Sarthe).
Il a publié un certain nombre d'ouvrages à caractère religieux, théologique, scientifique ou historique.
En tant qu'aumônier de prison, il s'est prononcé en faveur de la défense des droits des prisonniers.
Il a été moine de l'abbaye de Melleray en Loire-Atlantique.

## Biographie

### Origines
Michel Marie René Niaussat naît le 4 avril 1942 à Jonzac en Charente-Maritime.

### Vie religieuse et littéraire
Michel Niaussat est ordonné prêtre en 1972.
De 1976 à 1997, il est aumônier de la maison d'arrêt du Mans puis aumônier du monastère de la Merci-Dieu à Saint-Jean-d'Assé jusqu'à sa mort.
En 1997, il écrit à la ministre de la Justice Élisabeth Guigou, dénonçant «les prisons de la honte»,. Il publie en 1998 un ouvrage dénonçant les conditions carcérales françaises, intitulé, justement, Les prisons de la honte (éditions Desclée de Brouwer). 
En 2004, il aborde à nouveau le sujet avec un livre intitulé Prison, ma colère ! (éditions Ouest-France).
Auteur de nombreux ouvrages à caractère religieux, théologique, scientifique ou historique, il s'est notamment intéressé à l'abbaye de l'Épau, près du Mans et a contribué à sa restauration et à sa valorisation.
L'ouvrage d'entretien avec le professeur Luc Montagnier, publié en 2009 en collaboration avec le journaliste Philippe Harrouard, Le Nobel et le Moine : dialogues de notre temps, a rencontré un vif succès.
Solesmes 1010-2010 : la Paix bénédictine est un livre sur le millénaire de l’abbaye de Solesmes.

### Mort
Michel Niaussat meurt le 11 octobre 2018 au monastère de la Merci-Dieu à Saint-Jean-d'Assé dans la Sarthe,. Il est inhumé dans ce monastère.

## Publications
- Les Prisons de la honte, éditions Desclée de Brouwer (1998)
- L'Épau, l'abbaye d'une reine, avec Etienne Bouton, Gilles Kervella (photos), éditions de La Reinette (1999)
- Pèlerin de l'aube : lettres à mon frère, éditions Desclée de Brouwer (2000)
- Sur les chemins de Citeaux : Moines cistérciens en Terre de France,  éditions Ouest-France (2000)
- L'Ordre cistercien,  éditions Ouest-France (2001)
- Prison, ma colère ! : Le scandale des maisons d'arrêt en France,  éditions Ouest-France (2004)
- Dis-moi ce que tu crois... : Le moine et l'athée, avec Gérald Massé et Sophie Boulanger, Libra diffusio, 2004
- Les Chemins d'errances, Libra diffusio (2007)
- Frère Vital ou le Triomphe de la grâce, suivi de Autobiographie originale de Dom Vital Lehodey, éditions Desclée de Brouwer (2007)
- Le Nobel et le Moine : dialogues de notre temps, entretien avec le professeur Luc Montagnier et le père Michel Niaussat, avec Philippe Harrouard et Luc Montagnier, Libra diffusio (2009)
- Solesmes 1010-2010 : La paix bénédictine, avec Jean-François Lecourt (photos), Libra diffusio (2010)
- Gianluca ou la Liberté de penser, Libra diffusio (2013)
- L'Abbaye royale de l'Épau, Libra diffusio (2017)

Une liste plus complète de ces publications en tant que rédacteur ou préfacier apparaît sur un site de référencement public.